# 後藤太栄
後藤 太栄（ごとう たいえい、1957年2月14日 - 2010年10月25日）は、日本の政治家、高野山真言宗の僧侶。元高野町長。高野山真言宗別格本山西禅院住職。

## 経歴
- 1979年 - 高野山大学文学部密教学科を卒業。
- 1987年 - 高野町町議会議員選挙に当選。
- 1995年 - 高野山世界遺産登録委員会で委員長を務める。
- 1997年 - 高野町議会議長に選出される。
- 2004年 - 高野町町長選挙で初当選。
- 2008年9月2日 - 町長選挙で無投票の再選を果たした（2期）。
- 2010年3月25日 - 病気療養を理由に辞職届を提出（30日に受理）。職務代行は副町長の高橋寛治が勤める。
- 2010年10月25日 - 1時55分　ALS(筋萎縮性側索硬化症)による心不全のため逝去　享年53。

後藤は「宗教環境都市」の推進を掲げ、真言宗の総本山でもある高野山を第一とし、町の産業である農業・林業の発展を課題にして夢の持てる町政を目指していた。

## 人物
アマチュア無線家としても知られ（コールサインはJH3GAH)、2000年から2001年には日本アマチュア無線連盟(JARL)の評議員を、2002年から2009年までは同監事を務めた。